# مارك براينت
مارك براينت (بالإنجليزية: Mark Bryant)‏ هو لاعب دوري الرغبي أسترالي، ولد في 10 أبريل 1981 في كورا ‏ في أستراليا.